# L'Oristeo
L'Oristeo es un dramma per musica en un prólogo y tres actos de Francesco Cavalli sobre libreto de Giovanni Faustini. La obra se estrenó durante el carnaval del año 1651 con ocasión de la inauguración del Teatro Sant'Apollinare de Venecia.